# Shishimtontic
Shishimtontic är en ort i Mexiko.   Den ligger i kommunen Chalchihuitán och delstaten Chiapas, i den sydöstra delen av landet, 700 km öster om huvudstaden Mexico City. Shishimtontic ligger 1 454 meter över havet och antalet invånare är 140.
Terrängen runt Shishimtontic är kuperad åt sydost, men åt nordväst är den bergig. Runt Shishimtontic är det ganska tätbefolkat, med 134 invånare per kvadratkilometer. Närmaste större samhälle är Pantelhó, 11,5 km öster om Shishimtontic. Omgivningarna runt Shishimtontic är en mosaik av jordbruksmark och naturlig växtlighet.